# Capul de zimbru (film)
Capul de zimbru este un film românesc din 1996 regizat de Nicolae Mărgineanu după o povestire omonimă a lui Vasile Voiculescu. Rolurile principale au fost interpretate de actorii Dragoș Pâslaru, Remus Mărgineanu și Andrei Finți.

## Distribuție
Distribuția filmului este alcătuită din:
- Dragoș Pâslaru — căpitanul Tomuț, originar dintr-o spiță de vechi boieri moldoveni
- Remus Mărgineanu — colonelul român, comandantul unei unități militare aflate pe linia frontului, decorat cu ordinul german Crucea de Fier
- Andrei Finți — generalul german venit în vizită la unitatea militară română
- Alexandru Jitea — maiorul german, translatorul generalului, originar dintr-o domniță moldoveană care s-a măritat în secolul al XVII-lea cu un prinț lituanian
- Valentin Popescu — lt. Cerchez, comandantul patrulei de pe linia frontului
- Adrian Titieni — căpitanul Doru, un ofițer originar din Ardeal
- Stelian Nistor — lt. Mihai, un ofițer cu mustață
- Romeo Pop — lt. Romeo, un ofițer cu talent poetic
- Marius Drogeanu — lt. Stan, un ofițer cu ochelari
- Adrian Găzdaru — lt. Grigore, un ofițer jucător de table
- Gavril Pătru — soldatul Vanghele, care a fost trimis la arest pentru braconaj
- Cristian Toma — sergentul Cosma, șeful grupului de ostași trimis la vânătoare (menționat Toma Cristian)
- Ștefan Potzolli
- Costel Cașcaval — soldatul care îndeplinește misiunea de santinelă
- Mihai Răzuș
- Tiberiu Păun
- Mircea Drîmbăreanu
- Răzvan Roxin
- Marius Nănău
- Ionel Popescu
- Dragoș Stemate — un soldat care servește la masă
- Bogdan Talașman — soldatul cu ochelari care servește la masă
- Gabriel Coveșeanu
- Mihai Danu
- Florin Andrei Rusu
- Radu Zetu
- Alin Panc
- Iulian Grigoriu